# Діброва (Ізюмський район)
Дібро́ва —  село в Україні, у Оскільській сільській територіальній громаді Ізюмського району Харківської області. Населення становить 393 осіб. До 2017 орган місцевого самоврядування — Капитолівська сільська рада.

## Географія
Село Діброва знаходиться за 2 км від міста Ізюм, примикає до села Капитолівка. Раніше село було частиною села Капитолівка.
Через село проходить залізниця, станція Підгірки. Село оточене великим лісовим масивом (сосна).

## Історія
12 червня 2020 року, розпорядженням Кабінету Міністрів України № 725-р «Про визначення адміністративних центрів та затвердження територій територіальних громад Харківської області», увійшло до складу Оскільської сільської територіальної громади.
19 липня 2020 року, в результаті адміністративно-територіальної реформи та ліквідації Ізюмського району (1923—2020), село увійшло до складу новоутвореного Ізюмського району.

## Економіка
- Поруч з селом знаходиться водоочисна станція з відстійниками.

## Населення
За переписом населення України 2001 року в селі мешкало 388 осіб.

### Мова
Розподіл населення за рідною мовою за даними перепису 2001 року:
| Мова       | Відсоток |
| ---------- | -------- |
| українська | 89,31 %  |
| російська  | 10,69 %  |